# Lądowisko Suwałki-Szpital
Lądowisko Suwałki-Szpital – lądowisko sanitarne w Suwałkach, w województwie podlaskim, położone przy ul. Szpitalnej 60. Przeznaczone jest do wykonywania startów i lądowań śmigłowców sanitarnych i ratowniczych w dzień i w nocy o dopuszczalnej masie startowej do 5700 kg.
Zarządzającym lądowiskiem jest Szpital Wojewódzki im. dr. Ludwika Rydygiera w Suwałkach. W roku 2014 zostało wpisane do ewidencji lądowisk Urzędu Lotnictwa Cywilnego pod numerem 269